# 北海道道1074号顿别港线
北海道道1074号頓別港線（日语：北海道道1074号頓別港線）是一条北海道滨顿别町内的普通道级道路（北海道道）。

## 道路概况
- 起点：北海道枝幸郡滨顿别町顿别（＝顿别漁港）
- 終点：北海道枝幸郡滨顿别町顿别（＝国道238号交点）
- 总長：1.3千米

## 经过的自治体
- 宗谷综合振兴局
  - 枝幸郡滨顿别町

## 主要连接道路・主要桥梁
- 滨頓別町
  - 頓別橋（丰寒別川）
  - 国道238号

## 历史
- 1987年3月31日 路線勘定。

## 其他
- 起点的頓別漁港在頓別川的河口。
- 頓別村落拥有小学校・神社・郵便局・保育所等设施。
- 滨顿别 - 枝幸間的巴士（宗谷巴士）驶经该线路的部分路段。巴士最终停在村落的中心部。